# یوهان گومز
یوهان گومز (انگلیسی: Yohan Gomez؛ زادهٔ ۲۵ سپتامبر ۱۹۸۱) بازیکن فوتبال اهل فرانسه است.
از باشگاه‌هایی که در آن بازی کرده‌است می‌توان به باشگاه فوتبال ونس، باشگاه فوتبال باستیا، باشگاه فوتبال المپیک لیون، و باشگاه فوتبال کن اشاره کرد.